# Finnischer Orden des Freiheitskreuzes

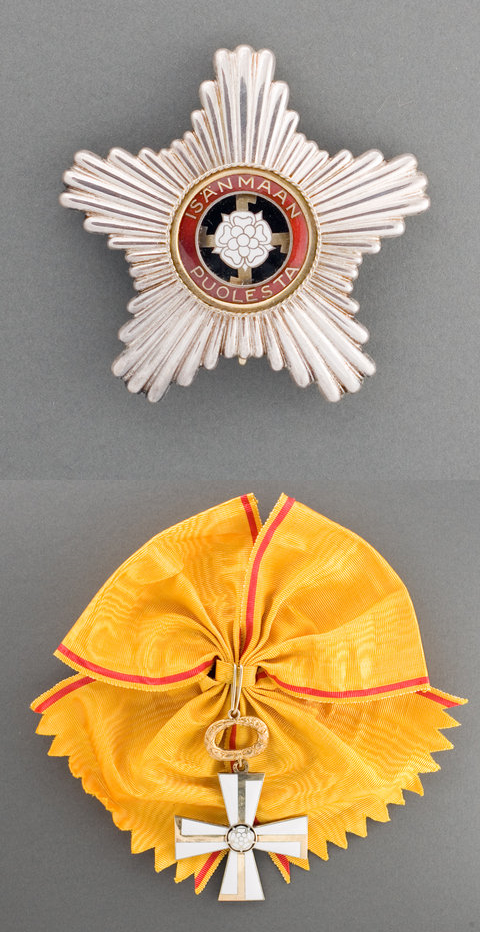
Großkreuz des Freiheitskreuzes

Der finnische Orden des Freiheitskreuzes (finnisch Vapaudenristin ritarikunta) ist die höchste zivile und militärische Auszeichnung der Republik Finnland und wird vom finnischen Präsidenten verliehen. Deshalb zeigt auch die Präsidentenflagge in der mastseitig oberen Ecke das Freiheitskreuz.

## Geschichte
Der Orden wurde am 4. März 1918 vom späteren Reichsverweser Freiherrn Mannerheim als Auszeichnung für die weißen Teilnehmer am Finnischen Bürgerkrieg gestiftet. Nach dem Ende des Bürgerkrieges wurde er nicht mehr verliehen und erst am 8. Dezember 1939 für die Dauer des Winterkrieges mit der UdSSR wieder erneuert, dann am 16. Dezember 1940 in einen permanenten Orden verwandelt. Der Orden kann sowohl an zivile wie an militärische Personen für Verdienste um die Verteidigung des Landes und auch an öffentliche Körperschaften und militärische Einheiten sowie an Ausländer verliehen werden. Der Ordenstag ist der 4. Juni, der Geburtstag Mannerheims.

## Insignien und Ordensklassen
Der Orden hat zwei Abteilungen, eine zivile (ohne Schwerter) und eine militärische (mit Schwertern). Jede Abteilung hat ein Großkreuz und fünf niedrigere Klassen: Komtur mit Stern, Komtur ohne Stern und drei Klassen der Brustdekorationen.
Das Ordenskreuz der Großkreuze und der Komturklasse ist ein schmales, weiß emailliertes Tatzenkreuz, der auf seinen Armen ein gerades Hakenkreuz in Gold trägt. Im Mittenmedaillon des Avers befindet sich das weiß emaillierte Symbol der finnischen Weißen Rose. Der Revers ist glatt. Die Zeichnungen, die während eines Krieges verliehen worden sind, tragen im Mittenmedaillon das Beginnjahr des Krieges (1918, 1939 oder 1941). Während Friedenszeit erfolgt die Verleihung ohne Jahresangabe.
Der Orden hängt an einem goldenen Eichenkranz, die militärische Abteilung hat zwei gebogene Arme mit Schwertern, die aus dem Eichenkranz emporwachsen, die zivile Abteilung hat nur den Eichenkranz, der nicht immer verliehen wird. Bei der 3. (vergoldeten) und der 4. (versilberten) Klasse sind die Ordenskreuze blau emailliert. Der Orden konnte auch mit Brillanten verliehen worden. Für medizinische oder humanitäre Verdienste kann die Zeichnungen mit dem Roten Kreuz (auf der Rose des Mittenmedaillons) verliehen werden.
Der Ordenstern der Großkreuze (zwei Größen) ist ein fünfarmiger silberner Stern. In seinem Mittenmedaillon liegt die heraldische Weiße Rose auf einem Hakenkreuz, die von einem roten Band mit der Inschrift Isänmaan puolesta (Für Vaterland) umgeben ist. Bei der Dekoration mit Schwertern liegen diese in gekreuzter Form unter dem Mittenmedaillon. Diese Hakenkreuze, die keine Beziehung zum Nationalsozialismus haben, traten bis 1963 auch im ebenfalls von Mannerheim gestifteten Orden der Weißen Rose auf, dessen Collane riesige goldene Hakenkreuze hatte.
Das Ordensband der militärischen Abteilung ist während eines Krieges rot mit weißem Seitenstreifen, das der zivilen Abteilung gelb mit roten Seitenstreifen. Während Friedenszeit ist auch das Band der militärischen Abteilung gelb mit roten Seitenstreifen. Bei der 3. und 4. Klasse liegen diese Streifen in der Mitte des Bandes.
Als Sonderabteilung gehört auch das 1941 gestiftete Mannerheim-Kreuz zu diesem Orden.
Der Orden hat außerdem eine Freiheitsmedaille (2 Klassen, Silber und Bronze) und Verdienstmedaille (2 Klassen, Silber und Bronze). Die Freiheitsmedaillen können auch mit Rotem Kreuz verliehen werden. Die Freiheitsmedaille wird Soldaten, die Verdienstmedaille Zivilisten verliehen.
Dem nächsten weiblichen Familienmitglied eines gefallenen Soldaten wird ein Trauerkreuz verliehen. Dieses ist ähnlich dem Freiheitskreuz 4. Klasse, hat aber ein schwarzes Ordensband mit weißen Streifen. Dem nächsten weiblichen Familienmitglied eines umgekommenen Arbeiters der Rüstungsindustrie wird eine Trauermedaille verliehen. Sie ist ähnlich der Verdienstmedaille 1. Klasse, hat aber ein schwarzes Ordensband mit weißen Streifen.

## Bekannte Träger
- siehe: Träger des Finnischen Ordens des Freiheitskreuzes